# 노지심

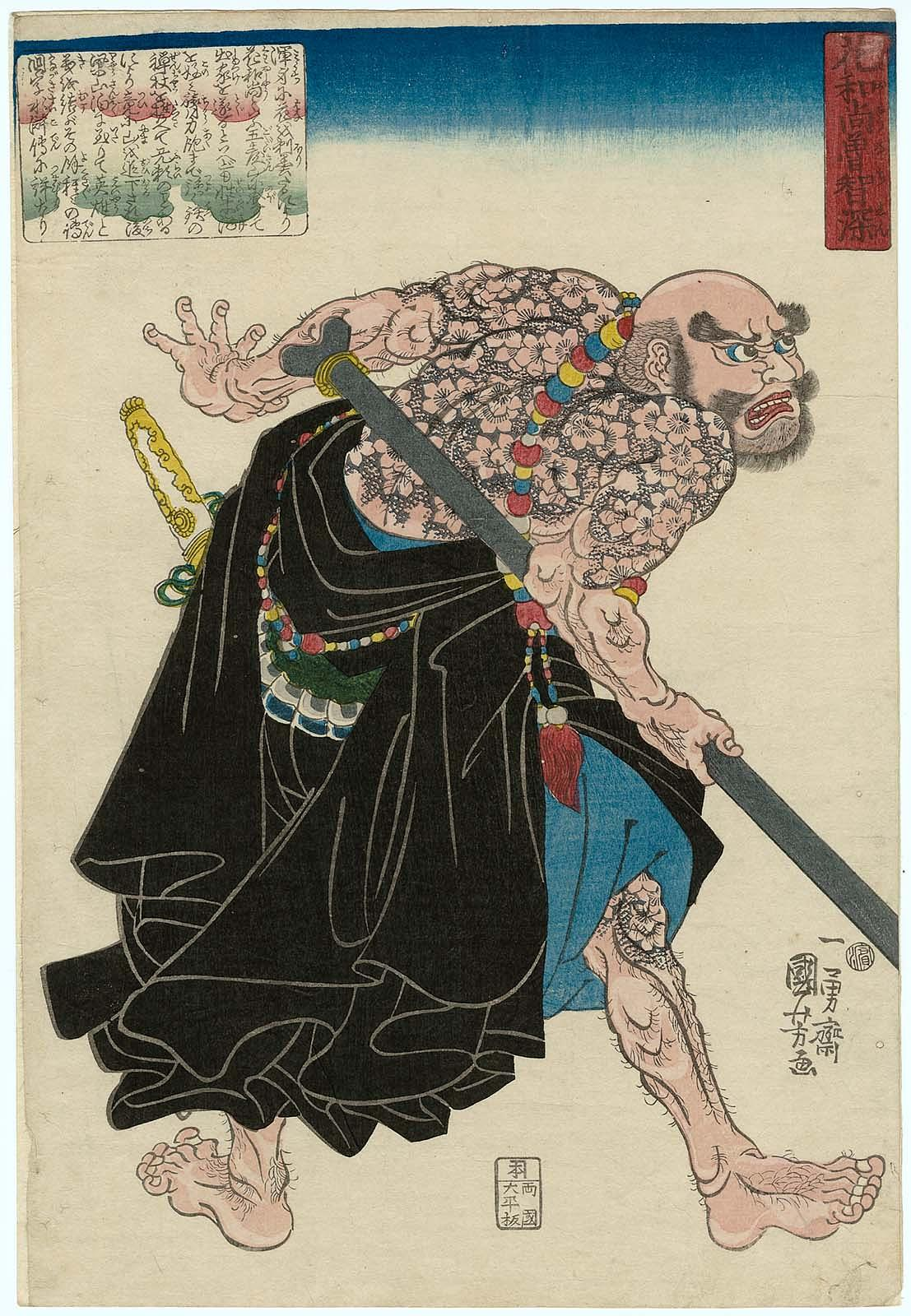
우타가와 구니요시가 그린 노지심 우키요에

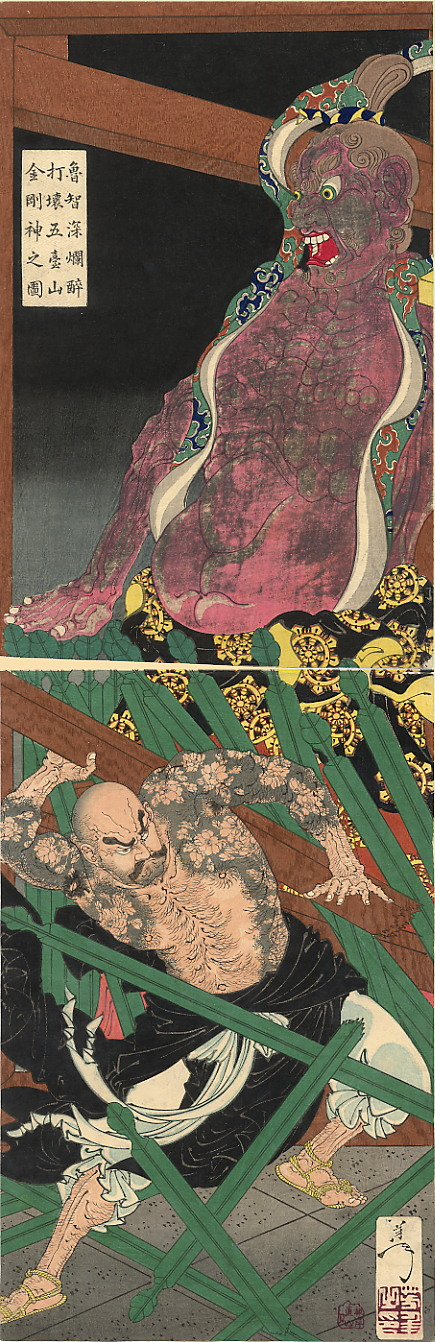
1887년 쓰키오카 요시토시가 그린 노지심으로, 작품명은 「魯智深爛酔打壊五台山金剛神之図」이다.

노지심(중국어 정체자: 魯智深 루즈선[*])은 중국의 사대기서 중 하나인 《수호전》에 등장하는 인물로, 108성 중 13위이자 천강성(天罡星)의 천고성(天孤星)에 해당한다. 등에 꽃문신이 있기 때문에 화화상(花和尙)이라고 불렸다.

## 파계승
노지심의 본명은 노달(魯達)이었으며, 광서(廣西)출신이다. 수호전에서 그의 생김새를 묘사하기를 얼굴은 둥글고 귀가 컸으며, 코는 곧고 입이 네모졌고, 키가 여덟자에 허리는 한아름 정도 되었다 한다.
그는 원래 위주(渭州) 경략부에서 제할(提轄)을 맡고 있었다. 어느날 구문룡 사진(史進)과 타호장 이충(李忠)을 만나 술집에서 이야기를 나누던 중, 김노인과 그의 딸 취련(翠蓮)의 곡소리를 듣고는 노기가 올라 정도(鄭屠)라는 악인을 주먹 세대로 때려죽였다.
이후 살인자가 되어 쫓기던 중, 대주(代州)에서 김노인을 다시 만나 그의 사위인 조원외(趙員外)의 집에서 지내다가 관청에서 체포할 기미가 보이자 오대산(五臺山)의 문수원(文殊院)에 의탁하게 되었다. 이 때, 다수의 승려들이 노달의 출가를 반대하나 주지승인 지진장로(智眞長老)는 후에 그가 크게 깨우칠것이라 여겨 그를 받아들인다. 지심(智深)이라는 법명도 여기서 얻었다.
하지만 노지심은 승려로써 금해야할 행동을 행하고, 승려들과 싸우며, 불상을 파손하였다. 자신의 무기인 62근(약 37kg)의 수마선장(水磨禪杖)과 계도를 맞춘것도 이 시기이다. 사실 그는 100근의 수마선장을 요구하였으나 대장장이가 관왕(關王)의 청룡도(82근)도 그보다는 무겁지 않다 하여 실랑이를 벌이다 어쩔수없이 62근으로 줄이게 된 것이다.
여하튼 노지심의 더 이상 용납할 수 없는 언행에 결국 지진장로는 그를 동경개봉부의 대상국사(大相國寺)로 보내게 된다.
개봉부로 가는 길에 도화촌의 촌장인 유태공의 딸과 강제로 혼인을 올리려던 도화산의 산적 주통(周通)을 응징하고, 와관사의 흉적인 생철불 최도성(崔道成)과 비천야차 구소을(丘小乙)을 우연히 재회한 사진(史進)의 조력으로 쓰러뜨렸다.

## 양산박 두령이 되기까지
대상국사에 도착한 그는 채마밭을 지키는 임무를 맡게 되는데 거기서 고구(高毬)와 고아내(高衙內)의 간계에 빠진 표자두 임충(林冲)을 구해냈다.
그 후, 도주하다가 맹주(孟州)에서 모야차 손이랑(孫二娘)으로부터 약이 들어간 술을 먹고 쓰러졌으나, 그녀의 남편인 채원자 장청(張靑)이 그를 알아보고 겨우 살아나게 되었다. 그 둘의 추천으로 이룡산 보주사의 등룡(鄧龍)에게 몸을 맡기려 하나 쫓겨나 청면수 양지(楊志)와 조도귀 조정(曹正)의 도움을 얻어 등룡을 죽이고 관을 빼앗아 첫째 두령의 자리에 올랐다.
후에 호연작이 이끄는 관군에게 몰린 타호장 이충(李忠)과 소패왕 주통(周通)을 구해내고 양산박군에 합류하여 양산박의 두령 중 한사람이 되었다.
양산박에서는 보군두령의 직위를 갖고 있으며, 송강의 취임식때 나타난 비문에 의해 36천강성(天剛星) 중 천고성(天孤星)이 되었다.

## 원적과 게언
108두령이 모두 모이고나서 전호 토벌전에서 신구자 마령(馬靈)을 사로잡고, 방랍 토벌전에서 방랍(方臘)을 사로잡는 등 큰 공을 세웠으나 회군하던 중 육화사에서 조신(潮信) 소리를 듣고 지진장로의 게언(偈言)을 떠올려, 목욕제계한 뒤 가부좌를 튼 채 참선하는 자세로 입적(入寂)하였다.
후에 방랍을 사로잡고 대찰에 앉은 채로 승천하였다고 하여 황제로부터 의열조기선사(義烈照曁禪師)에 봉해졌다.
지진장로(智眞長老)는 노지심에게 두번 게언을 내렸는데, 첫 번째는 대상국사로 갈 때 내린 것이다.

遇林而起　　숲을 만나 일어나고

遇山而富　　산을 만나 넉넉해지며,

遇州而遷　　고을을 만나 옮기고

遇江而止　　강을 만나 멈춘다.

두 번째 게언은 요나라 정벌 후 들은 것이다.

逢夏而擒　　하를 만나면 사로잡고

遇臘而執　　납을 만나면 굳게 붙들어라.

聽潮而圓　　조를 들으면 두르고

見信而寂　　신을 만나면 적하리라.

## 대중 문화
영상 매체에서 노지심을 연기한 배우는 다음과 같다.
- 장이: 영화 《임충》(1958)
- 위안스하이: 영화 《야저림》(1962)
- 펑이: 영화 《화전착》(1962)
- 판메이성: 영화 《임충야분》(1972)
- 펑펑: 영화 《수호전》(1972), 《탕구지》(1975)
- 나가토 이사무: 드라마 《수호전》(1973)
- 황신: 드라마 《민간전설의 임충》(1975)
- 루하이펑: 드라마 《핍상양산》(1976)
- 위서우진: 드라마 《수호》(1983)
- 왕하이성: 영화 《낭자연청》(1984)
- 쉬사오창: 영화 《수호영웅양지》(1985)
- 친황: 드라마 《임충》(1986)
- 허우롄성: 영화 《완씨삼웅》(1988)
- 쉬진장: 영화 《수호전지영웅본색》(1992), 드라마 《일지화화상》(1997)
- 짱진성: 드라마 《수호전》(1998)
- 왕장청: 드라마  《정의영웅 무이랑》(2011)
- 진쑹: 드라마  《수호전》(2011), 영화 《표자두임충》(2019)
- 리융린: 드라마  《무송》(2013)
- 파즈위안: 《수호지: 용의 부활-와관사 대혈투》(2016)
- 완쥔이: 드라마  《소희골: 수호전》(2018)